# Félix Gutmacher
Pour les articles homonymes, voir Gutmacher.
Félix Gutmacher, né le 31 janvier 1926 à Bruxelles (Belgique) et mort le 24 février 2016 à Forest (Bruxelles), est un avocat juif belge dont les parents originaires de Pologne immigrent en 1923 en Belgique. Arrêté par la Gestapo en septembre 1942, à 16 ans, il est transféré à Malines puis dans différents camps de travail en Silésie (Königshütte (Chorzów), aujourd'hui en Pologne; Johannesdorf, Blechhammer, aujourd'hui en Pologne), puis est évacué dans la marche de la mort pour aboutir à Buchenwald.
Il est libéré par l’armée américaine le 11 avril 1945 après une terrible « marche de la mort » qui l’avait amené d’Auschwitz à Buchenwald.
Son père Szlama Gutmacher est déporté à Auschwitz où il meurt. Sa mère se suicide à Bruxelles en 1942. Sa famille est décimée par la Shoah.
Son frère Sylvain Gutmacher, déporté à Auschwitz, est transféré à Varsovie, pour déblayer les ruines du Ghetto de Varsovie, détruit par les nazis, puis aboutit au camp de Dachau. Après la guerre, de retour en Belgique, il se lance dans l'écriture. Il se suicide le 28 mars 1948.
Félix Gutmacher qui lui aussi retourne en Belgique, est l'auteur de l'ouvrage Jamais je ne vous oublierai.

## Biographie
Félix Gutmacher est né le 31 janvier 1926 à Bruxelles, Belgique. Ses parents, Szlama Gutmacher et Sura Gutmacher, sont venus de Pologne en 1923 pour des raisons économiques et pour fuir l'antisémitisme.

### Seconde Guerre mondiale
Janvier 1942. Elève de 3e année à l'Athénée royal de Bruxelles, il doit quitter l'école à cause des ordonnances allemandes. Comme dans les autres écoles de la capitale et du pays, les enfants juifs sont interdits de cours à l'athénée royal de Bruxelles (nommé plus tard athénée royal Jules Bordet). Félix Gutmacher qui y est élève n'échappe pas à la mesure .
Arrêté par la Gestapo le vendredi 4 septembre 1942, à 16 ans, il est transféré à Malines puis dans différents camps de travail en Silésie (Königshütte (Chorzów), aujourd'hui en Pologne; Johannesdorf, Blechhammer, aujourd'hui en Pologne), puis est évacué dans la marche de la mort pour aboutir à Buchenwald.
Il adresse, en cachette, un message à son ancien professeur de mathématiques: « J'avais reçu par des voies détournées le message d'un élève juif qui, à la suite des ordonnances allemandes, avait été forcé de quitter l'athénée. Du camp de concentration où il avait été déporté, il m'adressait un S.O.S. m'implorant de lui faire parvenir clandestinement un colis susceptible de lui sauver la vie... C'était hasardeux, mais j'avais confiance en ses condisciples. Ils s'associèrent unanimement à mon initiative ». (La Ligne droite, La Renaissance du Livre, Bruxelles, 1979, p. 150). Félix Gutmacher rendra "un hommage à mon cher professeur de mathématiques de l'Athénée royal de Bruxelles Monsieur Marcel Dupont, ainsi qu'à tous mes anciens condisciples de classe qui s'associèrent à lui dans celte périlleuse entreprise de secours par l'envoi d'un colis qui a contribué à me sauver la vie" .
En janvier 1945, il est détenu au camp de concentration de Blechhammer en Haute-Silésie (Sud de la Pologne). À l'approche des troupes soviétiques, comme 750 compagnons rescapés sur les 4.500 prisonniers du camp, les SS les évacuent à pied par une marche de la mort .
Il est libéré par l’armée américaine le 11 avril 1945 après une terrible « marche de la mort » qui l’avait amené d’Auschwitz à Buchenwald. Trois années se sont écoulées, trois années d’horreur au quotidien, de faim et de privation, de travaux forcés, de brimades, d’angoisse et d’incertitudes. A sa libération, il pèse encore 33 kilos.
La photographe américaine Margaret Bourke-White fait une photo devenue célèbre de quelques jeunes Survivants de Buchenwald derrière les barbelés, avril 1945 : Félix est au fond à gauche presque au milieu avec un petit béret noir sur ses cheveux rasés. (Photo : Margaret Bourke-White).
Revenu le 8 mai 1945 à Bruxelles, il apprend qu’il est gravement atteint de tuberculose, comme beaucoup de prisonniers des nazis (cf Henri Kichka). Ce n’est qu’en juin 1949 qu’il est jugé apte à reprendre une “vie normale”.
Comme d'autres déportés épris de justice après avoir connu la barbarie (cf Simon Gronowski déporté à 11 ans), il fait ses études de droit puis embrasse la carrière d'avocat et se spécialise dans l'aide juridique aux premiers plannings familiaux.
En 2005, Marc Vanesse du journal Le Soir publie son témoignage et celui de Henri Kichka, lui aussi arrêté et déporté à 16 ans .

## Œuvre
- Félix Gutmacher. Jamais je ne vous oublierai. Bruxelles, 2005[7]